# جيميناي (بوت دردشة)
جيميناي (Gemini) هو نموذج ذكاء اصطناعي طورته شركة جوجل كجزء من مبادراتها في الذكاء الاصطناعي لمنافسة نماذج مثل ChatGPT من أوبن أيه آي. يعتمد جيميناي على تقنيات متقدمة من النماذج اللغوية متعددة الوسائط، مما يعني أنه يمكنه معالجة النصوص والصور وحتى الفيديوهات، مع إمكانية تحسين الإبداع والإنتاجية.
ابغى اعلان بارينيتي

### مميزات جيميناي:
1. التكامل متعدد الوسائط: يمكنه معالجة وإنتاج البيانات عبر النصوص، الصور، والصوت بشكل مدمج.
2. قدرات تحليلية متقدمة: يتميز بقدرته على أداء مهام معقدة مثل التحليل المنطقي، والإجابة عن أسئلة في مجالات متنوعة كالرياضيات، الطب، والتاريخ.
3. إتاحة واسعة: يدعم أكثر من 40 لغة، بما في ذلك اللغة العربية، مع وصول عالمي من خلال متصفحات الويب أو تطبيقات على الهواتف الذكية.

### كيفية الوصول إلى جيميناي:
- يمكن استخدام الإصدار المجاني عبر منصة Bard من جوجل.
- يتوفر إصدار متقدم مدفوع باسم Gemini Advanced ضمن اشتراكات Google One AI Premium، مع ميزات إضافية مثل Ultra 1.0 القادر على توليد محتوى أكثر دقة وتعقيدًا.

### تحميل واستخدام التطبيق:
- التطبيق متاح على متجري جوجل بلاي وآب ستور. ويمكن استخدامه لتقديم أوامر نصية أو صوتية، وحتى العمل مع الصور لتحليلها أو شرحها.

تمثل جيميناي جزءًا من رؤية جوجل لتطوير ذكاء اصطناعي أكثر شمولية ومسؤولية، وهو يعد خطوة كبيرة نحو تحقيق تقنيات أكثر تطورًا في التفاعل بين البشر والذكاء الاصطناعي.جيميناي (بالإنجليزية: Gemini اسم لاتيني يعني "التوأمان") (المعروف سابقًا باسم بارد) هو نموذج أولي لبوت الدردشة الذي صممته جوجل استنادًا إلى نموذج اللغة التحاوري لامدا. طُور استجابة مباشرة لظهور شات جي بي تي الخاص بشركة أوبن أيه آي، وأُصدر بقدرة محدودة في مارس 2023 للاستجابات المحدودة، قبل التوسع إلى بلدان أخرى. اعتبارًا من مايو 2023، جيميناي متوفّر حاليًا بأكثر من 40 لغة وفي أكثر من 230 بلدًا ومنطقة.

## سبب الإنشاء
في نوفمبر 2022، أطلقت شركة أوبن أيه آي روبوت شات جي بي تي، وهو روبوت محادثة يعتمد على عائلة جي بي تي-3 لنماذج اللغات الكبيرة. اكتسب شات جي بي تي اهتمامًا عالميًا بعد إطلاقه، وأصبح ضجة كبيرة على الإنترنت. بعد أن انزعاجهم من تهديد شات جي بي تي المحتمل ل بحث جوجل، أصدر المسؤولون التنفيذيون في جوجل تنبيه، وأعادوا تعيين العديد من الفرق للمساعدة في جهود الشركة في مجال الذكاء الاصطناعي. في خطوة نادرة وغير مسبوقة، استدعي مؤسسي شركة جوجل لاري بايج وسيرجي برين اللذان تنحيا عن منصبيهما كرئيسين تنفيذيين مشاركين للشركة الأم ألفابت في عام 2019 إلى اجتماعات طارئة مع المدراء التنفيذيين للشركة لمناقشة استجابة جوجل لـ شات جي بي تي. في وقت سابق من ذلك العام، كشفت الشركة النقاب عن لامدا، وهو نموذج أولي لـ لنماذج اللغات الكبيرة، لكنها لم تطلقه للجمهور. عندما سئل الموظفون في اجتماع متعدد الاطراف عما إذا كانت لامدا فرصة ضائعة لشركة جوجل للتنافس مع شات جي بي تي، صرح الرئيس التنفيذي لشركة جوجل والفابت، جنبًا إلى جنب مع رئيس جوجل للذكاء الاصطناعي جيف دين، أنه في حين أن الشركة لديها قدرات مماثلة لـ شات جي بي تي، فإنها تتحرك أيضًا سريعًا في هذا المجال قد يمثل "خطرًا على السمعة" نظرًا لأن Google أكبر بكثير من أوبن أيه آي. في يناير 2023 أثار ديميس هاسابيس، الرئيس التنفيذي لشركة ديب مايند، خططًا لمنافس شات جي بي تي، ووجه موظفو جوجل لتسريع التقدم في منافسة شات جي بي تي واختبار برنامج "بارد" وروبوتات الدردشة الأخرى بشكل مكثف. أكد بيتشاي للمستثمرين خلال مكالمة مستثمري الأرباح الفصلية لشركة جوجل في فبراير أن الشركة لديها خطط لتوسيع توافر لامدا وتطبيقاتها.

## التاريخ

### الاعلان
في 6 فبراير، أعلنت جوجل عن بارد وهو روبوت محادثة يعمل بالذكاء الاصطناعي ومدعوم من لامادا. طرح بارد لأول مرة لمجموعة مختارة من 10000 "مختبِر موثوق بهم" قبل إصدار واسع مجدول في نهاية الشهر. يشرف على بارد قائد المنتج جاك كروزك، الذي وصف المنتج بأنه «خدمة ذكاء صناعي تعاونية» وليس محرك بحث، بينما شرح بيتشي بالتفصيل كيفية دمج بارد في بحث جوجل. وبحسبت رويترز أن إضافة ميزات شبيهة بـ شات جي بي تي إلى بحث جوجل قد سيُكلف الشركة 6 مليارات دولار من النفقات الإضافية بحلول عام 2024، بينما حسبت شركة الأبحاث والاستشارات سيمي للتحليلات البيانية أن ذلك سيكلف جوجل 3 مليارات دولار. طُورت هذه التقنية تحت الاسم الرمزي "أطلس" باسم "بارد" في إشارة إلى المصطلح الكلتي لرواة القصص واختير "لتعكس الطبيعة الإبداعية للخوارزمية تحتها". وصفت العديد من وسائل الإعلام والمحللين الماليين جوجل بأنها "تسرع" في لاعلان عن بارد لاستباق حدث منافس مايكروسوف المخطط له في 7 فبراير والذي كشف النقاب عن شراكتها مع أوبن أيه آي لدمج شات جي بي تي في محرك بحث بينغ بالإضافة إلى لعب "اللحاق بالركب" "إلى مايكروسوفت. أشار توم وارين منذا فيرجو ديف البا من بلومبيرغ نيوز إلى أن هذا يمثل بداية صدام آخر بين شركتين من كبار شركات التقنية حول "مستقبل البحث"، بعد انتهاء "الهدنة" التي دامت ست سنوات في عام 2021 كريس ستوكيل ووكر من صحيفة الغارديان، وسارا موريسون من ريكود، والمحلل دان آيفز من شركة الاستثمار ويدبوش سيكيوريتيز، وصف هذا السباق بأنه سباق تسلح بين الاثنين.
بعد البث المباشر "المخيب" في 8 فبراير في باريس لعرض بارد انخفض سهم جوجل بنسبة ثمانية بالمائة، أي ما يعادل خسارة قدرها 100 مليار دولار في القيمة السوقية، وتم تحويل فيديو يوتيوب للبث المباشر إلى خاص. أشار العديد من المشاهدين أيضًا إلى خطأ أثناء العرض التوضيحي حيث قدم بارد معلومات غير دقيقة حول تلسكوب جيمس ويب الفضائي ردًا على استفسار. انتقد موظفو جوجل إعلان بيتشاي "المتسرع" و"الفاشل" لـ بارد في ميغمين (المنتدى الداخلي للشركة) بينما وصفت ميغ هيروسن الإطلاق بأنه "فوضى". دافع بيتشاي عن أفعاله بالقول إن جوجل كانت "تعمل بعمق على الذكاء الاصطناعي لفترة طويلة"، رافضًا فكرة أن إطلاق بارد كان رد فعل غير عادي. أقر رئيس شركة الفابت جون هينيسي بأن بارد لم يكن جاهزًا بالكامل للمنتج، لكنه أعرب عن سعادته بإمكانيات التكنولوجيا.
بعد أسبوع من كارثة جيمس ويب، طلب بيتشاي من الموظفين تخصيص ساعتين إلى أربع ساعات لاختبار بارد، بينما شجع المدير التنفيذي لشركة جوجل الموظفين على تصحيح أي أخطاء يرتكبها بارد. استجاب 80 ألف موظف لنداء بيتشاي للعمل. في الأسابيع التالية، انتقد موظفو جوجل بارد بشدة في الرسائل الداخلية، مستشهدين بمجموعة متنوعة من المخاوف المتعلقة بالسلامة والأخلاق ودعوا قادة الشركة إلى عدم إطلاق الخدمة. في محاولة لإعطاء الأولوية لمواكبة المنافسين، قرر المسؤولون التنفيذيون في جوجل المضي قدمًا في الإطلاق على أي حال، متجاوزين تقرير تقييم مخاطر غير متعاطف أجراه فريق أخلاقيات الذكاء الاصطناعي. بعد أن قام بيتشاي فجأة بتسريح 12000 موظف في وقت لاحق من ذلك الشهر بسبب تباطؤ نمو الإيرادات، شارك العمال الباقون المذكرات ومقتطفات من تبادلاتهم الفكاهية مع بارد التماسًا لـ "رأيها" بشأن عمليات التسريح. بدأ موظفو جوجل في اختبار نسخة أكثر تعقيدًا من بارد مع معلمات أكبر، يطلق عليها اسم "بارد الضخم "، في منتصف مارس.

### الاطلاق
فتحت جوجل الوصول المبكر لـ بارد في 21 مارس بقدرة محدودة، مما سمح للمستخدمين في الولايات المتحدة والمملكة المتحدة بالانضمام إلى قائمة الانتظار. على عكس نهج مايكروسوفت بينغ، أُطلق بارد كتطبيق ويب مستقل يتميز بمربع نص وإخلاء مسؤولية من أن الروبوت "قد يعرض معلومات غير دقيقة أو مسيئة لا تمثل وجهات نظر جوجل ". ثم تُقدم ثلاثة ردود على كل سؤال، مع مطالبة المستخدمين بإرسال ملاحظاتهم حول فائدة كل إجابة. صاغ نائبا رئيس جوجل كمكمل لبحث جوجل وذكروا أن الشركة لم تحدد كيفية جعل الخدمة مربحة. من بين أولئك الذين مُنحوا حق الوصول المبكر أولئك المسجلين في برنامج الولاء من جوجل.
بعد وقت قصير من إطلاق بارد الأولي، أعادت جوجل تنظيم الفريق خلف مساعد جوجل، المساعد الافتراضي للشركة، للتركيز على بارد بدلًا من ذلك. استقال الباحث في Google جاكوب ديلفن من الشركة بعد زعمه أن بارد استفاد خلسة من البيانات من شات جي بي تي ؛ أنكرت جوجل هذه الادعاءات. كشف بيتشاي في 31 مارس أن الشركة تعتزم "ترقية" بارد من خلال تأسيسها على بالما، وهي لغة أحدث وأكثر قوة من جوجل، بدلًا من لامادا. في نفس اليوم، أعلن كارزك أن جوجل أضافت "قدرات الرياضيات والمنطق" إلى بارد.

## من بارد الى جيميناي
غيّرت شركة جوجل، اسم منصتها الذكية "بارد" إلى "جيميناي" (Gemini)، بالتزامن مع إطلاق نسخة متقدمة من المنصة، بالإضافة إلى تطبيق للهواتف المحمولة.
وأوضحت الشركة في بيان وصل إلى "الشرق"، أن تغيير الاسم على موقع الويب يهدف إلى توحيد العلامة التجارية للمنصة الذكية التي يتفاعل معها المستخدمون، وأيضًا للنماذج الذكية التي تشغلها وتدعمها.
منذ ديسمبر الماضي، تعمل الشركة على منصة الذكاء الاصطناعي Gemini Pro، ولكنها قامت بترقية قدرات المنصة عبر إصدارها الأكثر تطورًا Gemini Ultra 1.0، مما أتاح إطلاق نسخة جديدة من مساعدها الذكي تحت اسم Gemini Advanced.
من خلال المنصة الأكثر تطورًا، تقدم "جيميناي" للمستخدمين إمكانيات متقدمة تمكنهم من أداء مهام معقدة مثل كتابة الأكواد البرمجية، والتفكير المنطقي، واتباع التعليمات الدقيقة، والتعاون في المشاريع الإبداعية.

### جيميناي
في 6 ديسمبر 2023، أعلنت جوجل عن جيميناي، نموذج لغة كبير متعدد الوسائط وأكثر قوة يوصف بأنه "أكبر وأكثر نماذج الذكاء الاصطناعي قدرةً" لدى الشركة. في 8 فبراير 2024، غير اسم بارد إلى جيميناي.

## الاستقبال

### حوادث أخرى
في مارس 2024، غرمت هيئة حماية المنافسة الفرنسية جوجل مبلغ 250 مليون يورو (272 مليون دولار) بسبب التعدي على حقوق الملكية الفكرية للناشرين ووسائل الإعلام في الاتحاد الأوروبي، مشيرة إلى أن جوجل لم تُعلم الناشرين باستخدام محتواهم لتدريب جيميناي.